# Piney (Aube)
Piney és un municipi francès situat al departament de l'Aube i a la regió del Gran Est. L'any 2007 tenia 1.252 habitants.

## Demografia

### Població
El 2007 la població de fet de Piney era de 1.252 persones. Hi havia 512 famílies de les quals 144 eren unipersonals (76 homes vivint sols i 68 dones vivint soles), 144 parelles sense fills, 176 parelles amb fills i 48 famílies monoparentals amb fills.
La població ha evolucionat segons el següent gràfic:
Habitants censats

### Habitatges
El 2007 hi havia 568 habitatges, 516 eren l'habitatge principal de la família, 23 eren segones residències i 29 estaven desocupats. 512 eren cases i 54 eren apartaments. Dels 516 habitatges principals, 311 estaven ocupats pels seus propietaris, 187 estaven llogats i ocupats pels llogaters i 18 estaven cedits a títol gratuït; 4 tenien una cambra, 23 en tenien dues, 86 en tenien tres, 132 en tenien quatre i 271 en tenien cinc o més. 439 habitatges disposaven pel capbaix d'una plaça de pàrquing. A 229 habitatges hi havia un automòbil i a 221 n'hi havia dos o més.

### Piràmide de població
La piràmide de població per edats i sexe el 2009 era:
| Homes | Edats   | Dones |
| ----- | ------- | ----- |
| 0     | 95 o +  | 4     |
| 4     | 90 a 94 | 8     |
| 4     | 85 a 89 | 20    |
| 0     | 80 a 84 | 8     |
| 24    | 75 a 79 | 24    |
| 16    | 70 a 74 | 16    |
| 16    | 65 a 69 | 24    |
| 32    | 60 a 64 | 28    |
| 24    | 55 a 59 | 40    |
| 44    | 50 a 54 | 24    |
| 60    | 45 a 49 | 64    |
| 44    | 40 a 44 | 32    |
| 56    | 35 a 39 | 36    |
| 40    | 30 a 34 | 52    |
| 24    | 25 a 29 | 44    |
| 60    | 20 a 24 | 16    |
| 40    | 15 a 19 | 32    |
| 40    | 10 a 14 | 48    |
| 44    | 5 a 9   | 40    |
| 24    | 0 a 4   | 32    |

## Economia
El 2007 la població en edat de treballar era de 797 persones, 616 eren actives i 181 eren inactives. De les 616 persones actives 553 estaven ocupades (298 homes i 255 dones) i 63 estaven aturades (25 homes i 38 dones). De les 181 persones inactives 63 estaven jubilades, 52 estaven estudiant i 66 estaven classificades com a «altres inactius».

### Ingressos
El 2009 a Piney hi havia 528 unitats fiscals que integraven 1.338,5 persones, la mediana anual d'ingressos fiscals per persona era de 17.235 €.

### Activitats econòmiques
Dels 79 establiments que hi havia el 2007, 3 eren d'empreses extractives, 2 d'empreses alimentàries, 7 d'empreses de fabricació d'altres productes industrials, 11 d'empreses de construcció, 10 d'empreses de comerç i reparació d'automòbils, 9 d'empreses de transport, 5 d'empreses d'hostatgeria i restauració, 2 d'empreses financeres, 9 d'empreses de serveis, 13 d'entitats de l'administració pública i 8 d'empreses classificades com a «altres activitats de serveis».
Dels 23 establiments de servei als particulars que hi havia el 2009, 1 era una oficina d'administració d'Hisenda pública, 1 gendarmeria, 1 oficina de correu, 1 una oficina bancària, 2 funeràries, 3 tallers de reparació d'automòbils i de material agrícola, 1 paleta, 2 guixaires pintors, 4 fusteries, 1 lampisteria, 1 electricista, 2 perruqueries i 3 restaurants.
Dels 6 establiments comercials que hi havia el 2009, 1 era una botiga de més de 120 m², 1 una botiga de menys de 120 m², 2 carnisseries, 1 una peixateria i 1 una joieria.
L'any 2000 a Piney hi havia 25 explotacions agrícoles que ocupaven un total de 2.489 hectàrees.

## Equipaments sanitaris i escolars
L'únic equipament sanitari que hi havia el 2009 era una farmàcia.
El 2009 hi havia 1 escola maternal i 1 escola elemental. Piney disposava d'un col·legi d'educació secundària amb 302 alumnes.

## Poblacions més properes
El següent diagrama mostra les poblacions més properes.